# Florencio Jardiel Dobato
Florencio Jardiel Dobato (Híjar, 1844-Zaragoza, 1931) fue un sacerdote y escritor español, tío del periodista Enrique Jardiel Agustín y tío-abuelo del escritor Enrique Jardiel Poncela. Se trata de uno de los personajes más influyentes en la vida política, social, económica y cultural de la sociedad aragonesa de finales del siglo XIX y principios del XX.

## Biografía
Estudió en el Seminario Conciliar de San Valero y San Braulio de Zaragoza, donde cursó Filosofía, Teología y Derecho canónico. En estas dos últimas Facultades obtuvo los grados de bachiller, licenciado y doctor, nemine discrepante, en 1864, en el Seminario Central de Toledo. Ordenado de sacerdote (1868), fue destinado al Seminario sacerdotal de San Carlos Borromeo, donde permaneció doce años, como director, consagrado a los ministerios de confesar, predicar y dar misiones en los pueblos de  la diócesis cesaraugustana. En 1880 se posesionó de un beneficio en la parroquia de San Miguel de los Navarros, disfrutándolo hasta 1885, en cuya fecha tomó posesión de una canonjía en la santa iglesia metropolitana. Más tarde fue promovido por el Gobierno de Su Majestad a la dignidad de tesorero, luego a la de arcipreste del Pilar y en 1906 a la de deán, presidente del Cabildo metropolitano.

## Cargos desempeñados
No salió nunca de Zaragoza y en esta ciudad desempeñó todos los cargos que le fueron conferidos desde el principio de su carrera sacerdotal: director de la Asociación Teresiana, de la Pía Unión de San Antonio, de la Asociación de Señoras de la Vela y Oración ante el Santísimo Sacramento, de la Conferencia de Señoras de San José, de la Congregación de Siervas Seglares del Santo Hospital de Nuestra Señora de Gracia, de la Asociación de Señoras para la visita domiciliaria y de la Escuela dominical de Nuestra Señora del Pilar. Fue secretario del segundo Congreso Católico Nacional, promotor en el Concilio provincial, celebrado en Zaragoza en 1908 por el excelentísimo señor don Juan Soldevila y Romero; decano de la facultad de Derecho en el Seminario Pontificio cesaraugustano; fiscal de la diócesis, examinador sinodal, y, alguna vez, en ausencia del señor Soldevila, gobernador eclesiástico del arzobispado. 
Su Majestad el rey le nombró su predicador y capellán de honor en 1883 y el mismo cargo de capellán desempeñó durante muchos años en la Real Maestranza de Caballería de Zaragoza. Fue durante treinta años director-presidente de la Real Sociedad Económica Aragonesa de Amigos del País,  de la Caja de Ahorros, presidente del Patronato Aznares desde su constitución y, además, vocal de la Junta provincial de Instrucción pública, de la Comisión provincial de Fomento, de la Comisión que entiende en la publicación de los Cronistas Aragoneses, de la Comisión provincial de Monumentos y del Patronato de Museos. La Real Academia de Bellas Artes de San Luis de Zaragoza le nombró académico de número en 1898, siendo, además, socio correspondiente de la Real de Bellas Artes de San Fernando y de la Sevillana de Buenas Letras; socio de mérito del Ateneo de Zaragoza, de las Sociedades Económicas Matritense, Barcelonesa, Compostelana, Reusense y otras. Fue el impulsor de la Exposición Hispano-Francesa que se celebró en Zaragoza en 1908.

## Actividades
Por los años de 1869-70 fundó y redactó, en unión de Gregorio Mover y Mariano Ripol, un semanario católico titulado El Pilar de Zaragoza. Años después de haber cesado en su publicación este semanario, Manuel Simeón Pastor dio vida a otro, católico también, con el título de El Pilar, de cuya redacción entró á formar parte, desde luego, encargándose de su dirección a la muerte del fundador y desempeñándola largo tiempo; en uno y otro semanario publicó numerosos artículos y poesías. Algunos de sus sermones, discursos, artículos y poesías, fueron publicados en 1 tomo en 4.º mayor de 700 páginas en 1920 en Zaragoza.

## Galardones
- Caballero de la Gran Cruz de la Orden Civil de Alfonso XII
- Caballero de la Gran Cruz de la Real y Distinguida Orden Americana de Isabel la Católica
- Medalla de oro del Centenario de los Sitios
- Medalla de oro de la ciudad de Zaragoza
- Medalla de plata de Alfonso XIII

## Obras
- Estudio sobre la Encíclica «Immortale Dei»
- La Parroquia (17 artículos)
- Discurso que pronunció como mantenedor en los Juegos Florales celebrados en Zaragoza en 1901
- Necrología del general don Mario de la Sala Valdés, publicada en el Memorial de Artillería
- Elogio del maestro de Capilla don Domingo Olleta, leído en la sesión celebrada, en su honor por la Real Sociedad Aragonesa de Amigos del País
- Discurso pronunciado en el Congreso Eucarístico celebrado en Lugo
- Discurso pronunciado en la solemne sesión de apertura de la Asamblea de las Cajas de Ahorros, presidida por S. M. el Rey
- Oraciones fúnebres del papa Pío IX, predicada a la Juventud Católica de Barcelona; Ramón Pignatelli y Moncayo; del rey Alfonso XII; de Miguel de Cervantes Saavedra; de Pedro Cerbuna del Negro, fundador de la Universidad de Zaragoza; la pronunciada en el templo metropolitano del Pilar, en presencia del rey en las solemnes honras celebradas en sufragio de las almas de los héroes de los Sitios, y numerosos sermones.
- Elogio fúnebre de Don Ramón Pignatelli y Moncayo, 1886.
- Sermón predicado con motivo de la inauguración del Segundo Congreso Católico Nacional, 1891.
- El venerable Palafox, 1892.
- Intereses locales en general y de la ciudad de Zaragoza en particular, 1900.
- Álbum Poético de la Virgen Santísima del Pilar, 1908.
- Algunos sermones, discursos, artículos y poesías del Deán de Zaragoza Florencio Jardiel, 1920.
- El Ilustrisimo Señor Don Bernardo Francés y Caballero, Arzobispo de Zaragoza: Su vida y su tiempo, 1927.